# Église Saint-Georges de Méallet
Pour les articles homonymes, voir église Saint-Georges.
L'église Saint-Georges est une église située en France sur la commune de Méallet (Cantal), en région Auvergne-Rhône-Alpes.

## Historique
Les parties les plus anciennes de l’église sont de style roman. Au cours des XIVe et XVe siècles, l’édifice a fait l’objet de travaux importants, avec la réfection des voûtements et l’ajout de chapelles latérales. Le clocher-mur primitif, situé à l’origine au-dessus de l’arc séparatif de la travée formant le transept, a été remplacé par une construction moderne sur la façade occidentale.

### Protection
L'église est inscrite au titre des monuments historiques par arrêté du 7 décembre 1970.

## Description
L’église comprend une nef à deux travées, un transept peu saillant et un chevet en abside pentagonale. Un arc en plein cintre repose sur des chapiteaux sculptés, et une travée carrée précède le chœur. Le clocher-mur moderne à quatre baies se dresse sur la façade occidentale.